# Ламбро Москов
Ламбро Москов (на гръцки: Λάμπρος Μόσχος) е гръцки комунистически деец на Народоосвободителния фронт в Гърция.

## Биография
Ламбро Москов е роден в костурското село Дъмбени. Включва се в гръцкото комунистическо движение. Член е на Костурския комитет на КПГ. Вкаран е в затвора Акронавплия до 1941 година, когато Гърция е разгромена от Нацистка Германия. На 28 юни 1941 заедно с Андрей Чипов, Атанас Пейков, Лазар Дамов, и още 23 комунистически затворници от македонски произход той е освободен оттам по настояване на българското посолство в Атина пред германските окупационни власти.
На първия конгрес на НОФ е избран за делегат на заседанията. Секретар е на НОФ в Полша. През 1950 година изпраща писмо до Македонските културно–просветни дружества в България иска да му бъдат изпращани вестници, списания, книги и учебници на български.
Умира в България.